# Terele Pávez
Teresa Marta Ruiz Penella, in arte Terele Pávez (Bilbao, 29 luglio 1939 – Madrid, 11 agosto 2017), è stata un'attrice spagnola, vincitrice del Premio Goya per la migliore attrice non protagonista nell'edizione del 2014.
Interprete estremamente popolare e amata, era considerata una delle più grandi attrici della nazione e recitò in oltre novanta produzioni nell'arco di una carriera ultrasessantennale.

## Biografia
Figlia del politico Ramón Ruiz Alonso e di Magdalena Penella Silva, è pronipote di Manuel Penella Raga e nipote di Teresita Silva; inoltre è sorella minore delle attrici Emma Penella ed Elisa Montés. Le tre sorelle intrapresero tutte la strada della recitazione sotto pseudonimo, rinnegando il cognome del controverso padre, che era stato un franchista e aveva avuto un importante ruolo nell'arresto di Federico García Lorca. Teresa scelse come nome d'arte il cognome della nonna materna, Emma Silva Pávez, di origini cilene. Nessuna delle tre sorelle amava parlare in pubblico della figura paterna, ma Terele in un'intervista del 1993 riferì che, secondo la versione di suo padre, questi si era limitato ad obbedire ad ordini superiori nell'arrestare lo scrittore; sostenne di aver cambiato cognome per un senso di vergogna, ma ribadì che il padre fosse stato un buon genitore per lei. Nonostante ciò, per tutta la vita, Terele non volle mai recitare un'opera di García Lorca.
Debuttò a dodici anni nel 1954, con il film Novio a la vista. Nel 1963 prese parte a La cuarta ventana, unico film in cui recitò insieme alle sue sorelle.
Fu un'apprezzatissima interprete teatrale, recitando a lungo sui palcoscenici spagnoli. Al cinema e in televisione, ebbe per molti anni ruoli secondari. Prese parte anche ad alcuni film erotici del periodo della transizione, tra cui Tatuaje di Bigas Luna e Carne apaleada, in cui recitò con Esperanza Roy.
Nel 1983, Mario Camus la volle come protagonista nel film I santi innocenti, dove ottenne un grande successo con il personaggio di Régula. Nel 1987 recitò in Laura, del cielo llega la noche e nel 1988 in Diario d'inverno, ruoli che le valsero le prime due candidature al Premio Goya per la migliore attrice non protagonista.
A partire dagli anni novanta fu attrice feticcio di Álex de la Iglesia, che la volle come interprete in numerose occasioni. Terele Pávez raccontò di aver ricevuto la prima chiamata del regista in un periodo di difficoltà professionale. Egli la volle, infatti, nel film Il giorno della bestia andando contro l'opinione dei produttori e degli addetti ai lavori, che la consideravano una persona problematica da gestire per il suo temperamento. Nella sua vita professionale, si trovò ad interpretare spesso donne difficili, dal carattere ruvido.
Nel 1996 fu protagonista del film La Celestina di Gerardo Vera, ma nonostante le ottime critiche per la sua interpretazione, non venne nominata ai Goya. Nel 2001 ottenne invece la nomination per il suo ruolo in La comunidad - Intrigo all'ultimo piano.
Due anni più tardi, entrò nel cast della fiction televisiva Cuéntame cómo pasó, con il ruolo di Doña Purificación Barbadillo, l'anziana madre del capofamiglia Antonio, interpretato da Imanol Arias. Terele Pávez raccontò di essere stata contattata dal produttore, che le aveva proposto di rivestire i panni di questa nonna moribonda, ruolo che l'attrice accettò con entusiasmo nonostante fosse già consapevole che il suo personaggio sarebbe morto a breve. Per tale lavoro, ottenne una candidatura ai Fotogrammi d'argento 2003 nella categoria miglior attrice televisiva.
Ricevette la quarta nomination ai Goya nel 2012, grazie ad un piccolo ruolo nel film di Álex de la Iglesia Ballata dell'odio e dell'amore. L'anno seguente vinse finalmente il premio, grazie ad un altro film di Álex de la Iglesia: Le streghe son tornate. Il suo commosso discorso di ringraziamento ottenne un caloroso tributo dal pubblico in sala, che vide finalmente premiata l'attrice dopo numerose candidature.
L'ultima nomination per i Goya avvenne nel 2017, per il ruolo rivestito in La puerta abierta. Nello stesso anno, venne distribuito nelle sale l'ultimo lavoro di Terele Pávez con Álex de la Iglesia, El bar, in cui appunto interpretava la proprietaria del bar.
Terele Pávez morì alcuni mesi più tardi, a causa di un ictus, all'età di 78 anni. Secondo le sue volontà, l'attrice fu cremata.
La sua vita professionale e personale affrontò numerosi alti e bassi: le vennero attribuiti problemi di alcolismo e alcuni tabloid sostennero che fosse costretta a vivere da mendicante, fatto che l'attrice stessa smentì con fermezza.
Non si sposò mai, rifiutando l'idea di legarsi per tutta la vita a un uomo. Ebbe un solo figlio, Carolo Ruiz, con l'editore José Benito Alique, che dopo il termine della loro relazione sposò la politica Cristina Alberdi. Terele manifestò l'intenzione di crescere da sola suo figlio, nonostante il padre lo volesse riconoscere come proprio. Carolo Ruiz morì nell'aprile del 2022, all'età di quarantanove anni.

## Filmografia

### Cinema
- Novio a la vista, regia di Luis García Berlanga (1954)
- 15 bajo la lona, regia di Agustín Navarro (1959)
- Las dos y media y... veneno, regia di Mariano Ozores (1959)
- Tenemos 18 años, regia di Jesús Franco (1959)
- Salto mortal, regia di Mariano Ozores (1962)
- La cuarta ventana, regia di Julio Coll (1963)
- El espontáneo, regia di Jorge Grau (1964)
- La boda era a las doce, regia di Julio Salvador (1964)
- No somos de piedra, regia di Manuel Summers (1968)
- Los escondites, regia di Jesús Yagüe (1969)
- Fortunata y Jacinta, regia di Mario Camus (1970)
- Matrimonio al desnudo, regia di Ramón Fernández (1974)
- La revolución matrimonial, regia di José Antonio Nieves Conde (1974)
- Como matar a papá... sin hacerle daño, regia di Ramón Fernández (1975)
- Malocchio, regia di Mario Siciliano (1975)
- La espada negra, regia di Francisco Rovira Beleta (1976)
- Carne apaleada, regia di Javier Aguirre (1978)
- Tatuaje, regia di Bigas Luna (1978)
- Oro rojo, regia di Alberto Vázquez Figueroa (1978)
- Las siete magníficas y audaces mujeres, regia di Darío Herreros (1979)
- El camino dorado, regia di Ramón Saldías (1979)
- I santi innocenti (Los santos inocentes), regia di Mario Camus (1984)
- Réquiem por un campesino español, regia di Francesc Betriu (1985)
- La noche de la ira, regia di Javier Elorrieta (1986)
- El hermano bastardo de Dios, regia di Benito Rabal (1986)
- Delirio d'amore (Delirios de amor), regia di Antonio González-Vigil, Luis Eduardo Aute e Félix Rotaeta (1986)
- Laura, del cielo llega la noche, regia di Gonzalo Herralde (1987)
- Rumbo norte, regia di José Ganga (1987)
- Il Lute II - Domani sarò libero (El Lute II: mañana seré libre), regia di Vicente Aranda (1988)
- Diario d'inverno (Diario de invierno), regia di Francisco Regueiro (1988)
- L'aria di un crimine (El aire de un crimen), regia di Antonio Isasi-Isasmendi (1988)
- Los días del cometa, regia di Luis Ariño (1989)
- Il labirinto greco (El laberinto griego), regia di Rafael Alcázar (1993)
- Il giorno della bestia (El día de la bestia), regia di Álex de la Iglesia (1995)
- La Celestina, regia di Gerardo Vera (1996)
- 99.9, regia di Agustí Villaronga (1997)
- La comunidad - Intrigo all'ultimo piano (La comunidad), regia di Álex de la Iglesia (2000)
- 800 balas, regia di Álex de la Iglesia (2002)
- Nudos, regia di Lluís Maria Güell (2003)
- Mala uva, regia di Javier Domingo (2004)
- Crimen perfecto - Finché morte non li separi (Crimen ferpecto), regia di Álex de la Iglesia (2004)
- Café solo o con ellas, regia di Álvaro Díaz Lorenzo (2007)
- Los Totenwackers, regia di Ibón Cormenzana (2007)
- El secreto de la abuela, regia di Belén Anguas (2007)
- Ballata dell'odio e dell'amore (Balada triste de trompeta), regia di Álex de la Iglesia (2010)
- Le streghe son tornate (Las brujas de Zugarramurdi), regia di Álex de la Iglesia (2013)
- Mi gran noche, regia di Álex de la Iglesia (2015)
- Las aventuras de Moriana, regia di David Perea (2015)
- La puerta abierta, regia di Marina Seresesky (2016)
- No es cosa de risa, regia di Diego Fortea e Jonathan Belles (2016)
- El bar, regia di Álex de la Iglesia (2017)
- Incierta Gloria, regia di Agustí Villaronga (2017)
- ¡Ay, mi madre!, regia di Frank Ariza (2019)
- Caribe 'Todo incluído', regia di Miguel García de la Calera (2020)

### Televisione
- Primera fila - serie TV, 1 episodio (1963)
- Estudio 1 - serie TV, 4 episodi (1966-1967)
- Novela - serie TV, 3 episodi (1966-1977)
- Teatro de siempre - serie TV, 2 episodi (1966-1972)
- Fábulas - serie TV, 1 episodio (1968)
- Juan y Manuela - serie TV, 6 episodi (1974)
- El teatro - serie TV, 1 episodio (1974)
- Curro Jiménez - serie TV, 1 episodio (1977)
- Teatro estudio - serie TV, 2 episodi (1977-1981)
- Ultimo gong - film TV (1977)
- Cañas y barro - miniserie TV, 6 episodi (1978)
- Noche de teatro - serie TV, 1 episodio (1978)
- La barraca - serie TV, 9 episodi (1979)
- Les chevaux du soleil - serie TV, 2 episodi (1980)
- Fedra - film TV (1981)
- La huella del crimen - miniserie TV, 1 episodio (1985)
- Muerte a destiempo - serie TV, 2 episodi (1990)
- Don Chisciotte della Mancha - serie TV, 2 episodi (1991)
- Cuentos de Borges - serie TV, 1 episodio (1993)
- Turno de oficio: 10 años después - serie TV, 1 episodio (1997)
- Cuéntame cómo pasó - serie TV, 26 episodi (2002-2011)
- Cruz y raya.com - serie TV, 1 episodio (2003)
- Historia de Estrella - film TV (2003)
- El Cruce - film TV (2004)
- El comisario - serie TV, 1 episodio (2005)
- La stanza del bambino - film TV (2006)
- Manolo y Benito Corporeision - serie TV, 12 episodi (2006-2007)
- ¿Y a mí quién me cuida? - film TV (2007)
- R.I.S. Científica - serie TV, 1 episodio (2007)
- MIR - serie TV, 1 episodio (2008)
- Plutón BRB Nero - serie TV, 1 episodio (2008)
- Los minutos del silencio - film TV (2009)
- Teresa d'Avila - Il castello interiore - film TV (2015)
- Buscando el norte - serie TV, 8 episodi (2016)

## Riconoscimenti
- Premio Goya
  - 1988 - Candidatura come migliore attrice non protagonista per Laura, del cielo llega la noche
  - 1989 - Candidatura come migliore attrice non protagonista per Diario d'inverno
  - 2001 - Candidatura come migliore attrice non protagonista per La comunidad - Intrigo all'ultimo piano
  - 2011 - Candidatura come migliore attrice non protagonista per Ballata dell'odio e dell'amore
  - 2014 - Vincitrice come migliore attrice non protagonista per Le streghe son tornate
  - 2017 - Candidatura come migliore attrice non protagonista per La puerta abierta

- Medallas del Círculo de Escritores Cinematográficos
  - 2014 – Vincitrice come migliore attrice secondaria per Le streghe son tornate
  - 2017 – Candidatura come miglior attrice secondaria per La puerta abierta

- Premios de la Unión de Actores
  - 1997 – Vincitrice come migliore interpretazione cinematografica femminile protagonista per La Celestina
  - 2001 – Vincitrice come migliore interpretazione cinematografica femminile secondaria per La comunidad - Intrigo all'ultimo piano
  - 2003 – Vincitrice come migliore interpretazione televisiva femminile secondaria per Cuéntame cómo pasó
  - 2016 – Candidatura come miglior attrice secondaria per Las aventuras de Moriana
  - 2017 – Candidatura come miglior attrice secondaria per La puerta abierta

- Fotogrammi d'argento
  - 1971 – Candidatura come miglior interprete cinematografico spagnolo per Fortunata y Jacinta
  - 1985 – Candidatura come miglior attrice cinematografica per I santi innocenti
  - 1986 – Candidatura come miglior interprete televisivo per La huella del crimen
  - 1989 – Candidatura come miglior attrice cinematografica per Diario d'inverno
  - 1997 – Candidatura come miglior attrice cinematografica per La Celestina
  - 2003 – Candidatura come miglior attrice televisiva per Cuéntame cómo pasó

- Premi Sant Jordi
  - 1997 – Vincitrice come miglior attrice in un film spagnolo per La Celestina

- Sitges - Festival internazionale del cinema fantastico della Catalogna
  - 2016 - Premio Nosferatu

- Premio Feroz
  - 2014 – Miglior attrice non protagonista per Le streghe son tornate
  - 2017 – Candidatura alla migliore attrice non protagonista per La puerta abierta